# Pike Creek (Delaware)
Pike Creek es un lugar designado por el censo del condado de New Castle, Delaware, Estados Unidos. Según el censo de 2020, tiene una población de 7808 habitantes.
En los Estados Unidos, un lugar designado por el censo (traducción literal de la frase en inglés: 'census-designated place', CDP) es una concentración de población identificada por la Oficina del Censo exclusivamente para fines estadísticos.
En este caso se trata, a todos los efectos prácticos, de un barrio de la ciudad de Wilmington.

## Geografía
Está ubicado en las coordenadas 39°44′55″N 75°41′42″O / 39.74861, -75.69500 (39.748745, -75.694974).

## Demografía
Según la estimación 2018-2022 de la Oficina del Censo, los ingresos medios de los hogares son de $129,614 y los ingresos medios de las familias son de $163,135. Los ingresos per cápita en los últimos doce meses, medidos en dólares de 2022, son de $64,914. Alrededor del 1.6% de la población está por debajo de la línea de pobreza.